# Möðrudalsleið
Die Möðrudalsleið  ist eine Hochlandstraße im Osten von Island. 
Diese Straße war ursprünglich ein 40 km langer Abschnitt der Ringstraße zwischen dem Mývatn und Egilsstaðir.
Seit 2005 verläuft die Ringstraße auf einer Länge von 49 km weiter nördlich.
Dort ist sie auf ganzer Länge asphaltiert und besonders im Winter besser befahrbar.
An der Möðrudalsleið liegt der einsamste Hof in Island: Möðrudalur.
Hier ist auch einer der wenigen kurzen asphaltierten Stücke der Straße. 
Die drei Brücken der Möðrudalsleið wurden in den 1950er-Jahren gebaut und sind einspurig. 
Zwei Wege zweigen in Richtung Süden ins Hochland ab: die Arnardalsleið  und der Brúarvegur .